# Saint-Jean-sur-Tourbe
Saint-Jean-sur-Tourbe är en kommun i departementet Marne i regionen Grand Est (tidigare regionen Champagne-Ardenne) i nordöstra Frankrike. Kommunen ligger i kantonen Sainte-Menehould som tillhör arrondissementet Sainte-Menehould. År 2022 hade Saint-Jean-sur-Tourbe 90 invånare.

## Befolkningsutveckling
Antalet invånare i kommunen Saint-Jean-sur-Tourbe
| Referens: INSEE |